# Sodom
I Sodom sono un gruppo musicale thrash metal considerati, insieme a Kreator e Destruction, tra capofila del genere in Germania. Il sound che il gruppo propone è grezzo, violento e diretto, tipico del genere thrash di stampo teutonico.

## Storia

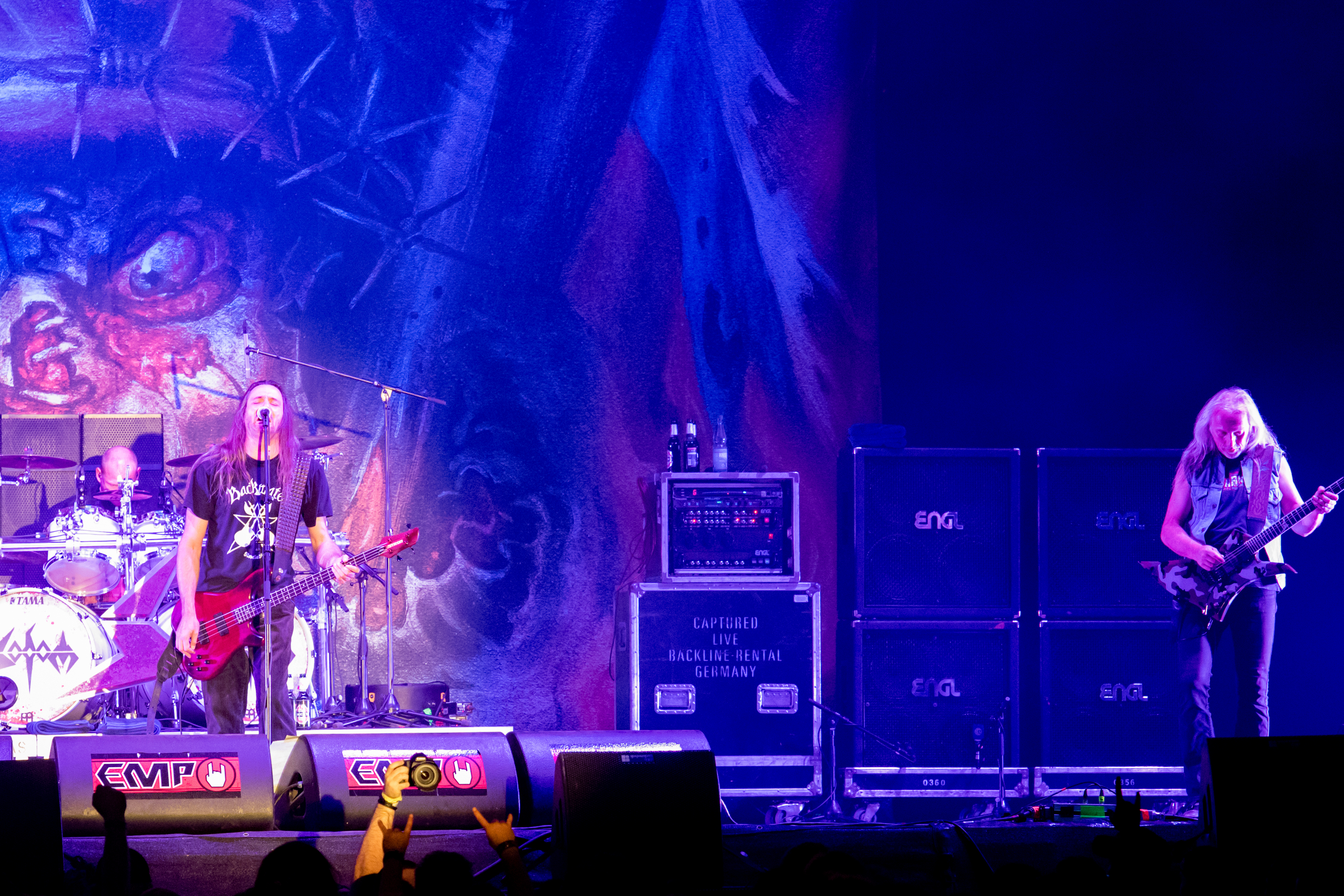
I Sodom al Reload Festival 2016

### Le origini
La band venne fondata nel 1981 a Gelsenkirchen, nel bacino della Ruhr, da due amici, il bassista Thomas Such e il cantante e chitarrista Frank Testegen, come "espediente" per evitare di dover lavorare nelle miniere di carbone. I due vollero subito apparire con un'immagine provocatoria, arrivando appunto a chiamare la band Sodom (ispirandosi alla città biblica di Sodoma) e attribuendosi gli pseudonimi di Angelripper (Tom) e Aggressor (Frank). Ai due si unì presto il batterista Rainer Focke, conosciuto come Bloody Monster, che tuttavia fu subito licenziato per la sua inaffidabilità. Al suo posto subentrò un amico comune, Christian Dudek, che suonava già nella band della scuola. Il nuovo arrivato si attribuì lo pseudonimo di Chris Witchhunter. Raggiunta una certa stabilità nella formazione, il gruppo registrò due demo, Witching Metal nel 1982 e Victims of Death nel 1984. Fu solo allora che furono notati dalla Steamhammer, con la quale riuscirono ad ottenere un contratto. Poco tempo dopo, alcuni litigi tra Tom Angelripper e Aggressor spinsero quest'ultimo ad uscire dal gruppo. Tom allora decise di occupare lui stesso il posto di cantante, e iniziarono le ricerche di un nuovo chitarrista.

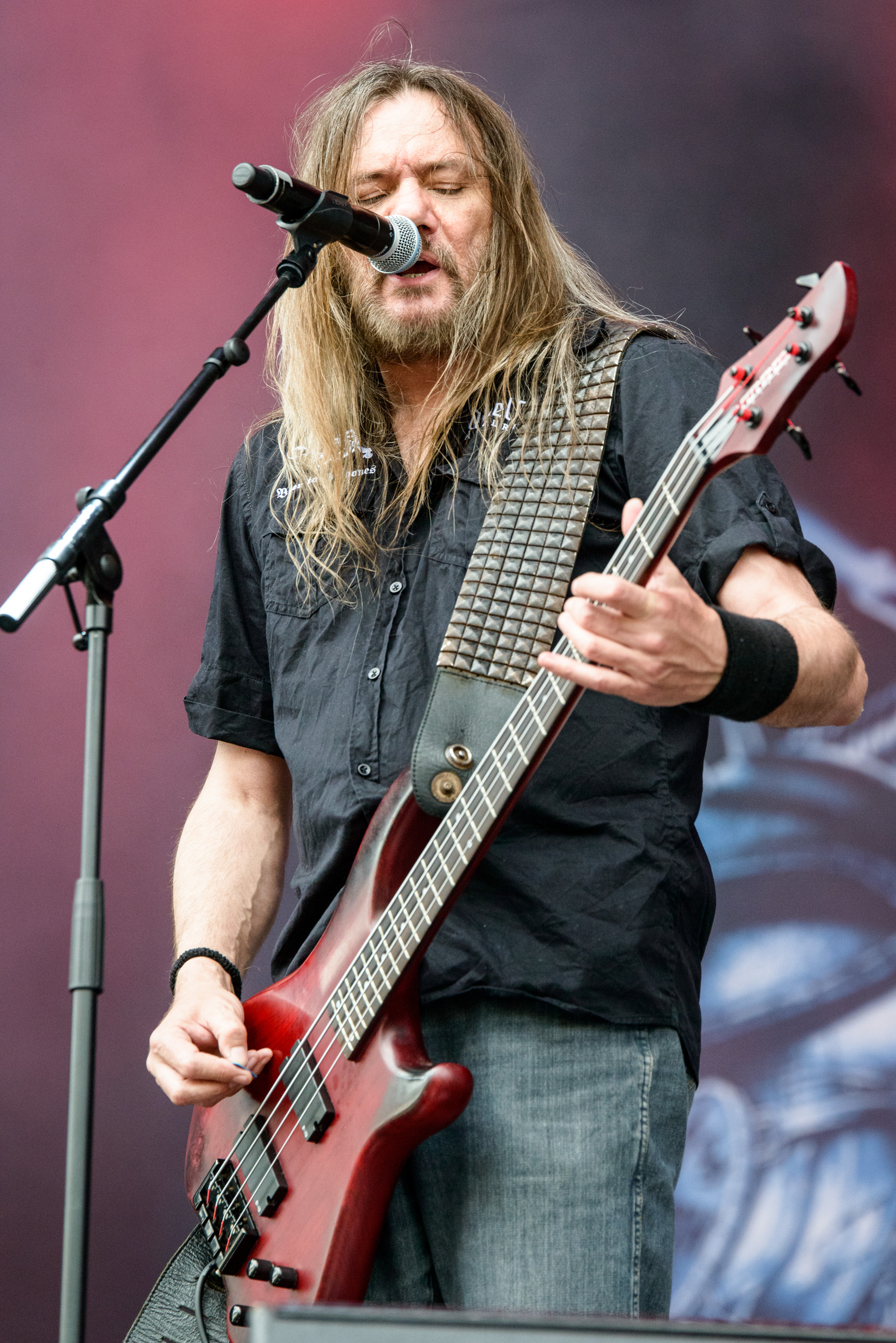
Tom Angelripper, fondatore del gruppo al Rockavaria 2016

### Il periodo black metal
Mille Petrozza, leader dei Kreator e amico della band, presentò allora ai due il chitarrista Josef Dominici, detto "Peppi". Egli si unì alla band per un periodo di prova al termine del quale fu assunto con il nome di Grave Violator. Il trio registrò nel 1984 il suo primo EP, In the Sign of Evil, ancora fortemente influenzato dal black metal di gruppi come Venom e Celtic Frost. Nel 1985 Grave Violator abbandonò la band, sostituito da Michael Wulf, giovane chitarrista locale. Con lui la band si recò in studio a registrare quello che fu il suo primo album, Obsessed by Cruelty, pubblicato nel 1986. L'album è caratterizzato da sonorità cupe e pesanti, tipiche del black metal. Subito dopo, Wulf fu licenziato dal gruppo e si unì ai Kreator (morirà poi nel 1993 in un tragico incidente stradale). I due membri allora iniziarono a cercare un sostituto, suonando concerti con l'aiuto temporaneo del chitarrista Uwe "Athätor" Christoffers dei Darkness che aveva già suonato con loro come secondo chitarrista.

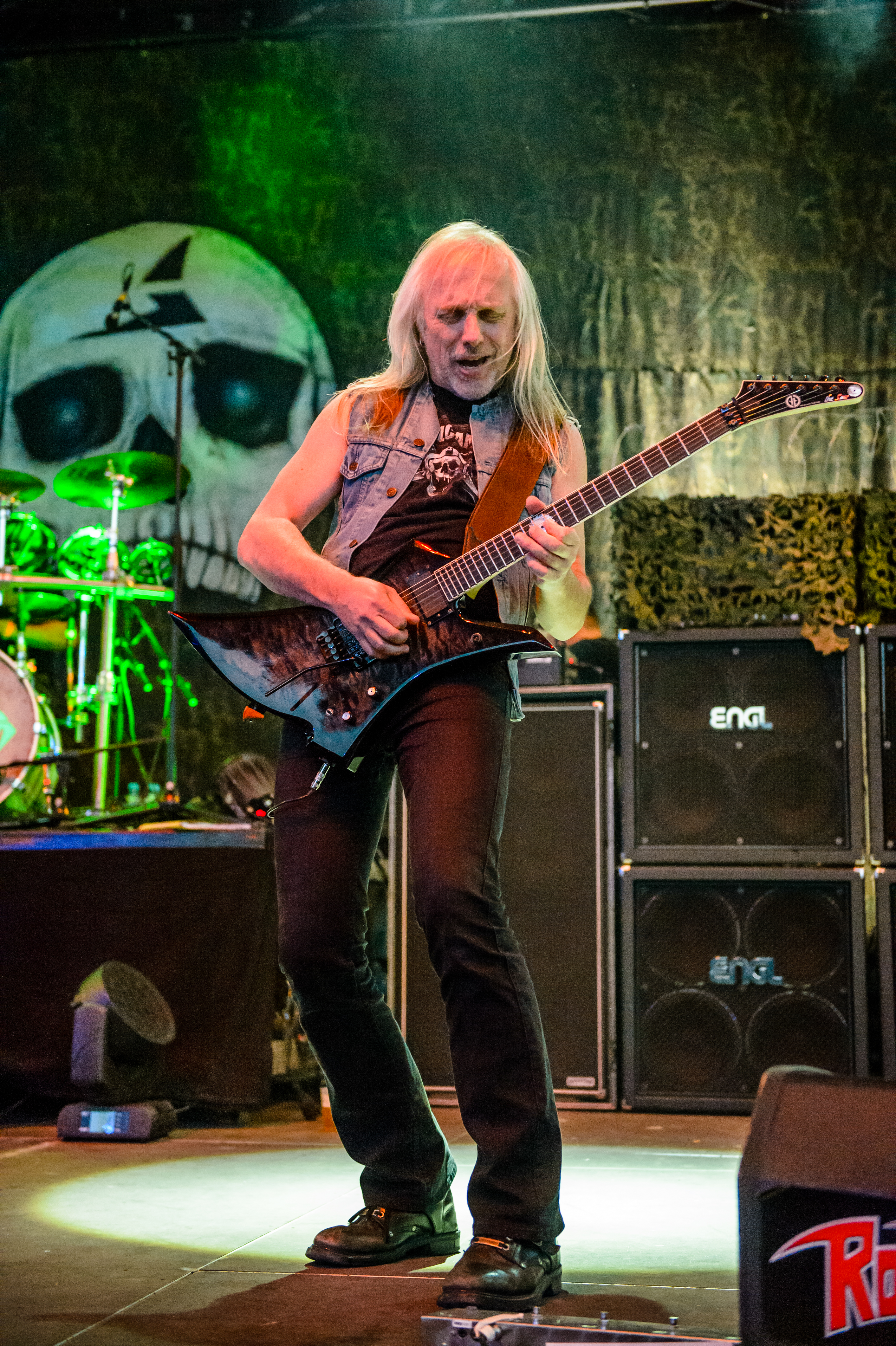
Bernd Kost al Rock Hard Festival 2016

### L'arrivo di Blackfire, il cambio di genere e il successo
I Sodom incontrarono il sostituto ideale solo un anno più tardi, nel 1987, ovvero Frank "Blackfire" Gosdzik, chitarrista proveniente da altre formazioni, il cui operato nel gruppo si rivelò fondamentale. A quel punto, il gruppo pubblicò prima l'EP Expurse of Sodomy e poi il suo secondo album, Persecution Mania. Questo album segnò un radicale cambiamento per i Sodom: il sound subì un'evidente sterzata verso il thrash metal e i testi persero la loro accezione satanica per concentrarsi su temi più sociali, per prima cosa la guerra. Nel 1988 il gruppo pubblicò il live Mortal Way of Live e nel 1989 quello che fu il suo più grande successo, Agent Orange. Questo album è un concept sulla guerra in Vietnam, e fece circolare il nome del gruppo notevolmente, diventando uno dei nomi più importanti del thrash europeo insieme ai Kreator, ai Destruction e ai Tankard. Inoltre una canzone dell'album, Ausgebombt, fu ri-registrata cantata in lingua tedesca, con la partecipazione di Bela B., cantante del gruppo punk Die Ärzte, e pubblicata come singolo insieme ad una cover di Don't Walk Away dei Tank. La band partì per un tour europeo per tutto il 1989 (per il quale fu ingaggiato il chitarrista ritmico Uwe Baltrusch), alla fine del quale, tuttavia, a seguito di un pesante litigio con Tom, Frank lasciò i Sodom, unendosi ai Kreator (il chitarrista era infatti stufo di suonare con dei compagni dipendenti dagli alcolici). Nel 1990 entrò nel gruppo il chitarrista Michael "Micha" Hoffmann, ex membro degli Assassin, e la band pubblicò l'album Better Off Dead. Nel 1991 la band partì per un tour sudamericano e Micha decise di rimanere a vivere in Brasile. Tom e Chris decisero di tornare in Germania alla ricerca di un nuovo chitarrista.

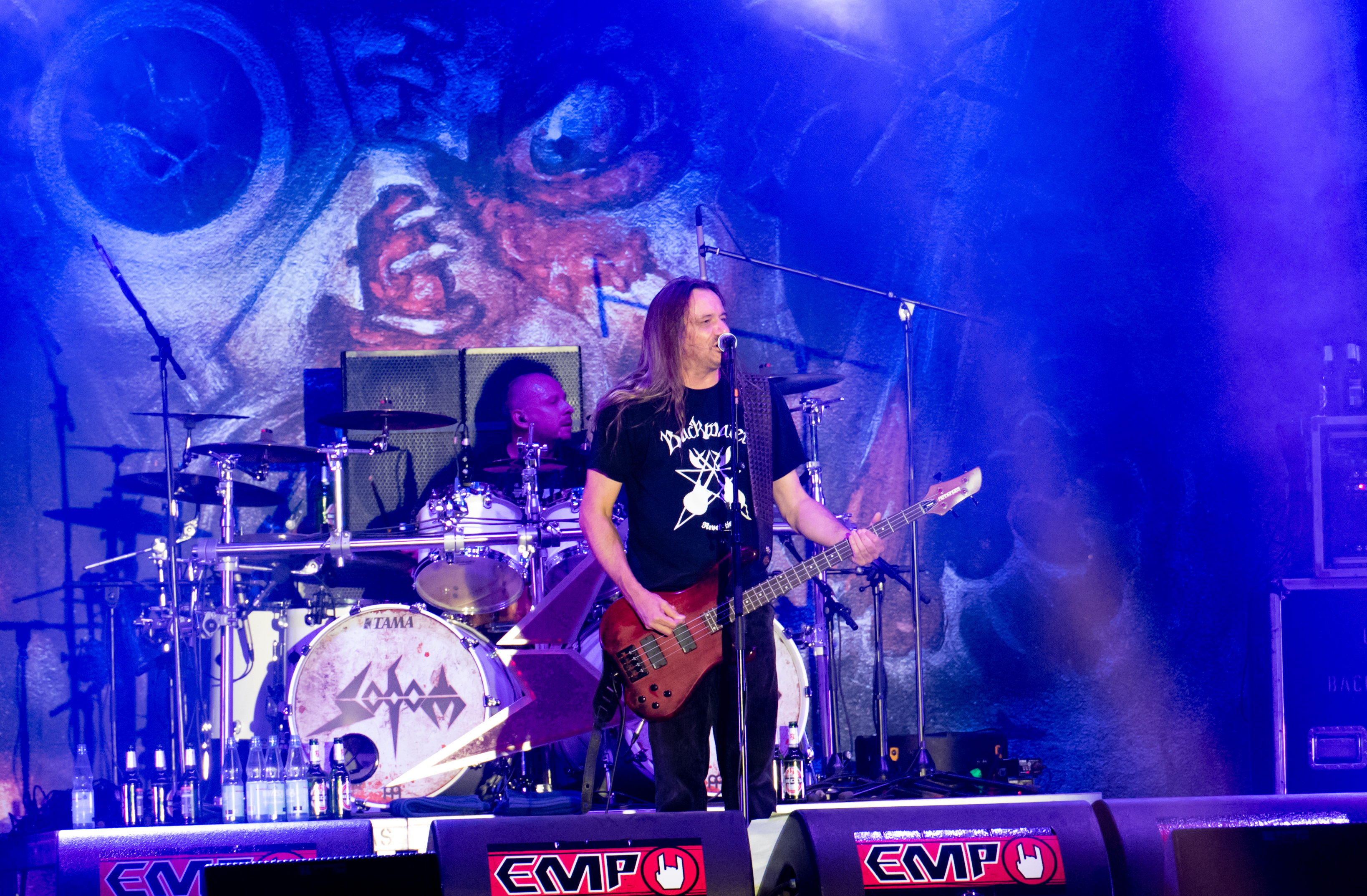
Makka e Angelripper

### L'uscita di Witchhunter e la crisi

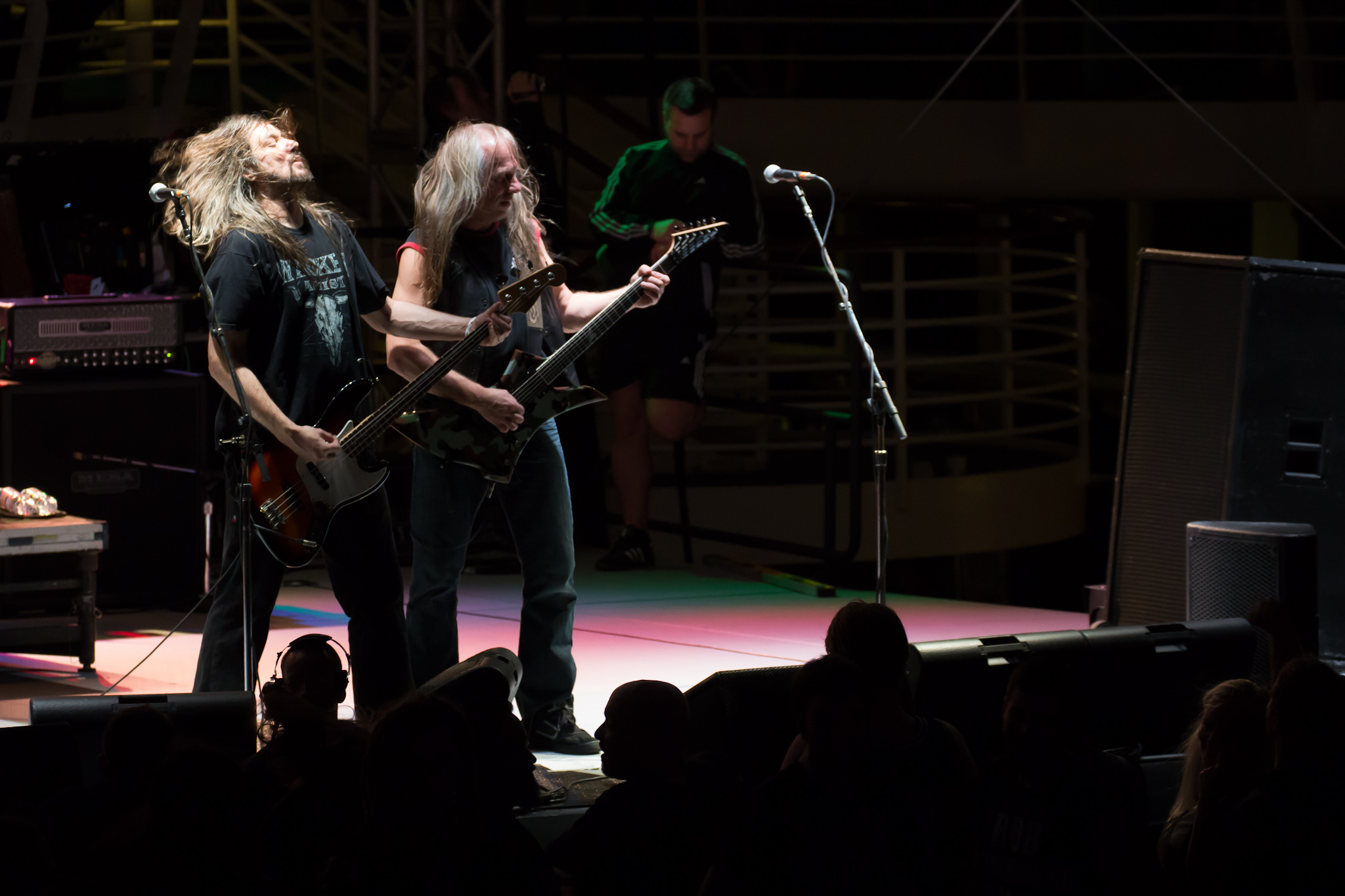
I Sodom al Barge to Hell 2012

Come sostituto a Micha fu assoldato il giovane e abile Andy Brings, e la band registrò nel 1992 Tapping the Vein, molto più vicino a sonorità death metal e crossover thrash. Nello stesso anno, a causa degli abusi alcolici, i rapporti tra Tom e Chris andarono via via peggiorando, culminando con la defezione del batterista, ormai stroncato dai suoi eccessi. Come sostituto fu ingaggiato Guido "Atomic Steif" Richter, già membro dei Living Death e degli Holy Moses. Dopo aver pubblicato nel 1993 lo storico EP Aber Bitte Mit Sahne, il gruppo iniziò a registrare l'album Get What You Deserve, pubblicato nel gennaio dell'anno successivo. Nel 1995 Brings, volendo cercare nuovi sound, lasciò il gruppo (fonderà poi il gruppo power metal Powergod e si unirà al gruppo hard rock The Traceelords). A quel punto Tom lo sostituì con un giovane chitarrista, Dirk "Strahli" Strahlmeier, con il quale i Sodom registrarono l'album Masquerade In Blood. Questo punto fu forse la parte più nera della carriera dei Sodom: le vendite dell'album furono scarsissime e ciò provocò una spaccatura all'interno della band stessa. Il primo a risentirne fu proprio il nuovo arrivato Strahli, che fu arrestato nel 1996 per aver preso parte ad alcuni traffici di droga, e subito dopo anche Atomic Steif, a causa di continui litigi con Tom, lasciò la band, che entrò in un periodo di pausa.

### La rinascita

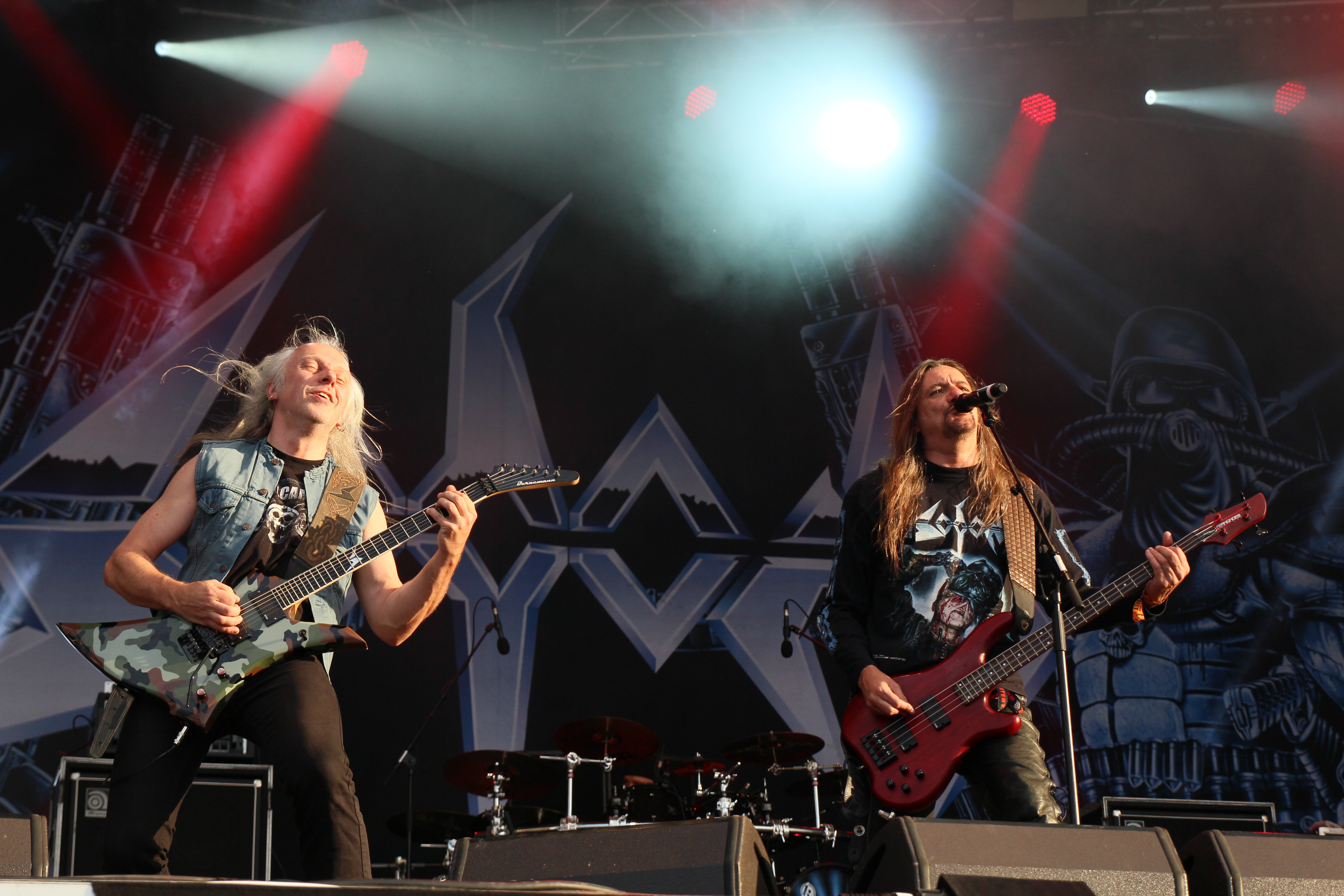
I Sodom al Rockharz Open Air 2014

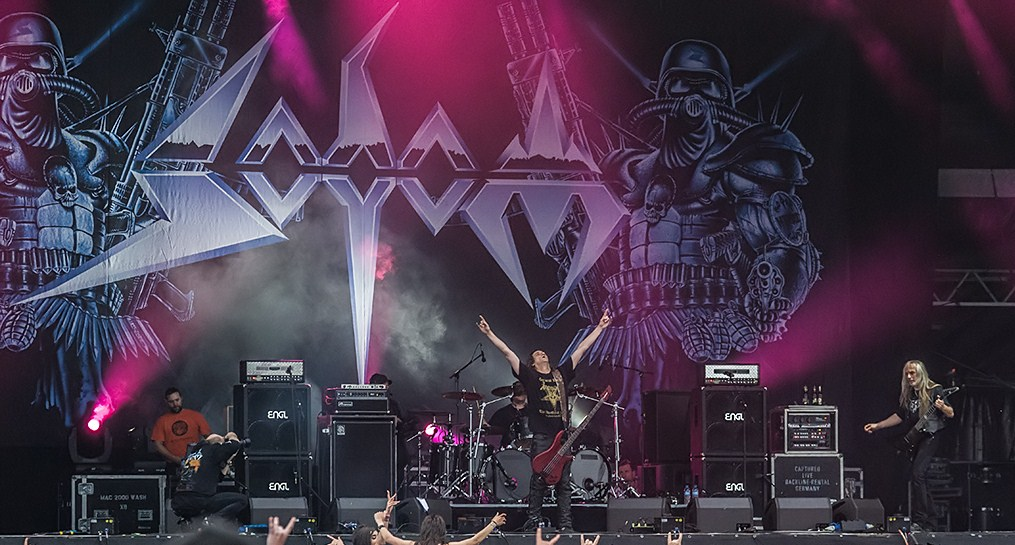
I Sodom al With Full Force Festival 2013

Nel 1997 il gruppo riacquistò la stabilità con l'entrata del chitarrista Bernemann e del batterista Konrad "Bobby" Schottkowski, e subito registrò l'album 'Til Death Do Us Unite. Nel 2001, dopo l'uscita dell'album Code Red nel 1999, la band registrò un altro album sulla guerra in Vietnam, M-16, e questo album ebbe un grande successo tra i fan del gruppo. Nel 2006 la band pubblica Sodom, e nel 2007, per iniziativa di Angelripper, viene registrato nuovamente il primo EP della band, In The Sign of Evil, con gli stessi membri originali, ovvero Chris Witchhunter e Grave Violator.

### Venticinquesimo anniversario

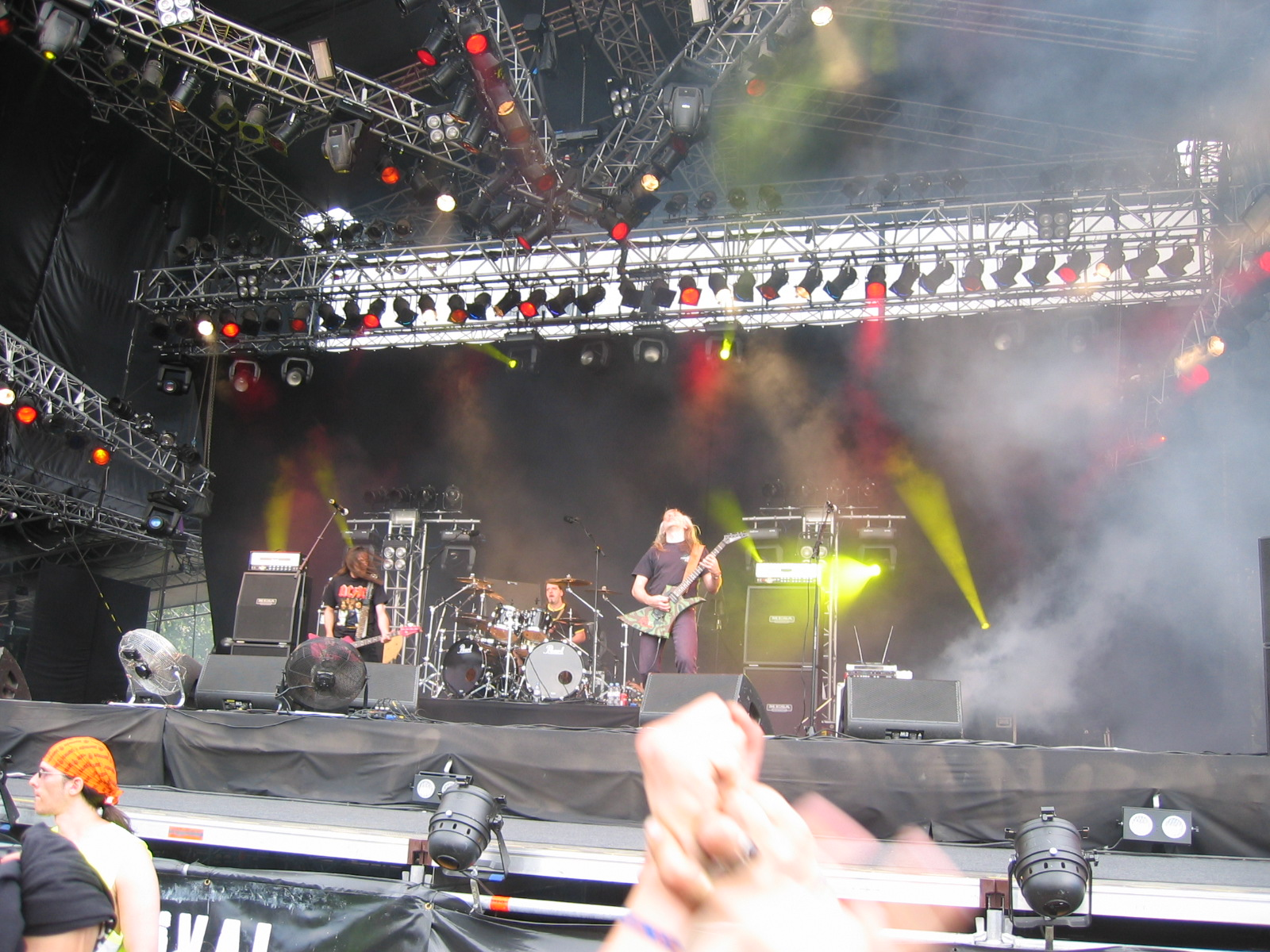
I Sodom al Tuska Open Air 2006

Al festival Wacken Open Air 2007 i Sodom hanno suonato uno speciale spettacolo di ben due ore e mezza durante il quale la band ha eseguito buona parte dei suoi pezzi con molti dei vecchi membri, tra cui Atomic Steif, Frank Blackfire, Michael Hoffmann, Andy Brings e Grave Violator. Lo show verrà poi pubblicato in DVD nel 2010.

### La morte di Witchhunter
Il 7 settembre 2008 la band annuncia la morte dello storico batterista Chris Witchhunter a causa di un'insufficienza renale.

### Fatti recenti
Nel 2010 la band pubblica In War And Pieces, e dopo ciò si separa dal batterista Bobby, che viene sostituito da Markus "Makka" Freiwald. Nel giugno del 2012, per celebrare i trent'anni di attività, la band pubblica l'antologia 30 Years Sodomized, e annuncia l'inizio delle registrazioni del nuovo album, intitolato Epitome of Torture, che vedrà la luce nella primavera del 2013.
Il 5 gennaio 2018 il batterista Markus Freiwald e il chitarrista Bernemann vengono licenziati dalla band e il 22 gennaio viene annunciata la nuova formazione della band, per la prima volta a quattro che vede il ritorno del chitarrista Frank Blackfire Gosdzik (già membro della band tra il 1986 e il 1989), il batterista Stefan "Husky" Hüskens e Yorck Segatz come secondo chitarrista. La nuova formazione farà il suo debutto Full Metal Mountain festival il 7 aprile. A Novembre dello stesso anno pubblicano l'EP Partisan in cui sono presenti due inediti e un anno dopo l'EP Out of the front line trench cui seguirà il nuovo album Genesis XIX il 27 novembre 2020.
Un ulteriore cambio di formazione avviene nel gennaio 2020 quando il batterista Stefan "Husky" Hüskens lascia la band per altri impegni personali e viene sostituito da Toni Merkel già batterista di Sabiendas e dei Blackfire, gruppo solista del chitarrista Frank Gosdzik.

## Stile
I Sodom sono sempre stati molto influenzati dai gruppi preferiti dal loro leader Tom Angelripper, ovvero: Venom, Motörhead e Tank, che sono tutti dei power trio, composti da chitarrista, batterista e bassista in cui è proprio quest'ultimo a occuparsi del cantato, esattamente come sono stati i Sodom per quasi tutta la loro carriera.
Dai Venom presero l'energia e l'approssimazione esecutiva come si può evincere dalle loro prime prove come In the Sign of Evil e Obsessed by Cruelty, oltre a tematiche e iconografie inizialmente "sataniche".
Dai Motörhead hanno assorbito il gusto per i pezzi diretti e veloci in 4/4 di stampo chiaramente rock and roll mentre dal gruppo di Algy Ward la fascinazione per i temi bellici.

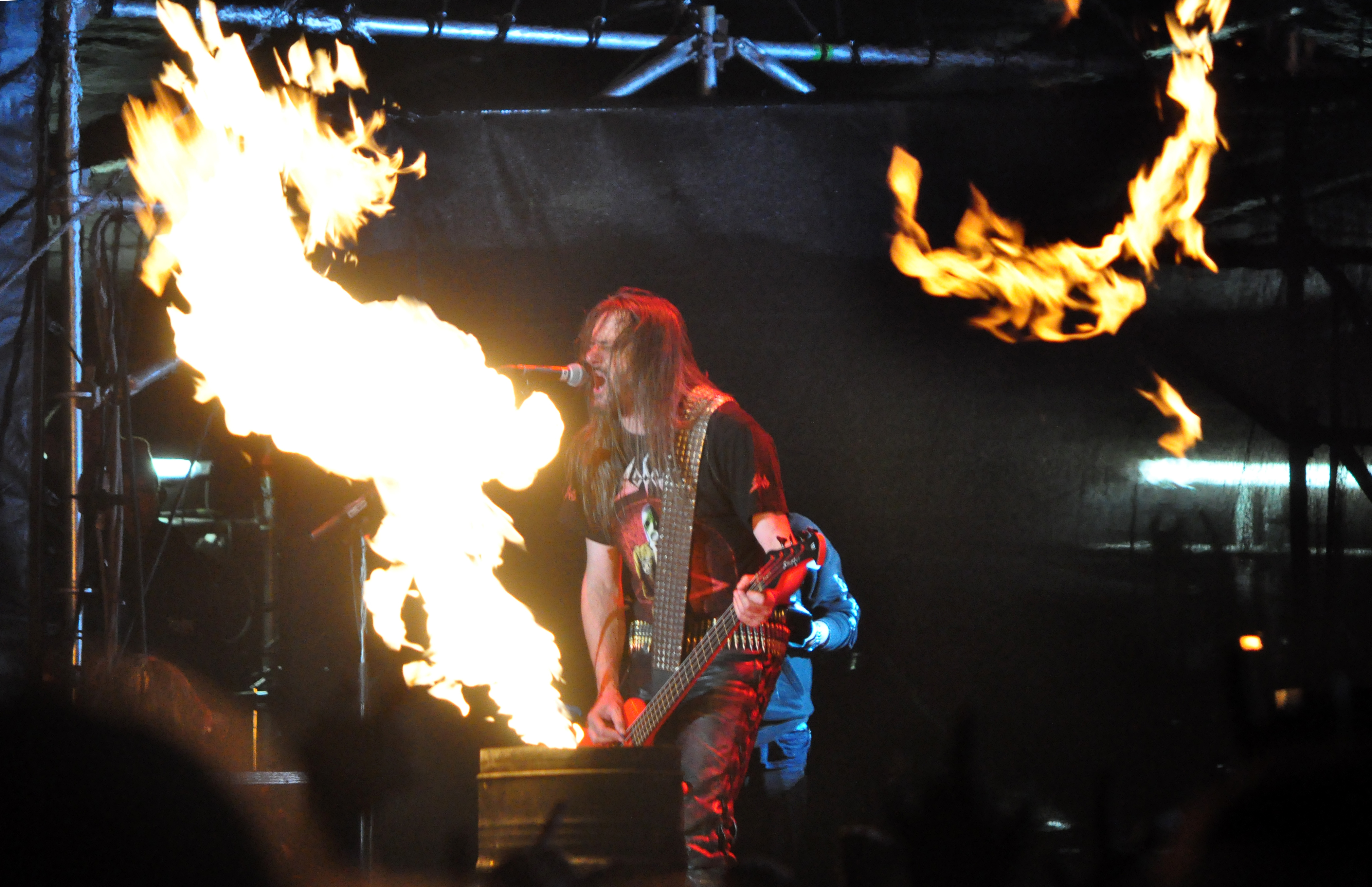
Angelripper al Party.San Open Air 2012

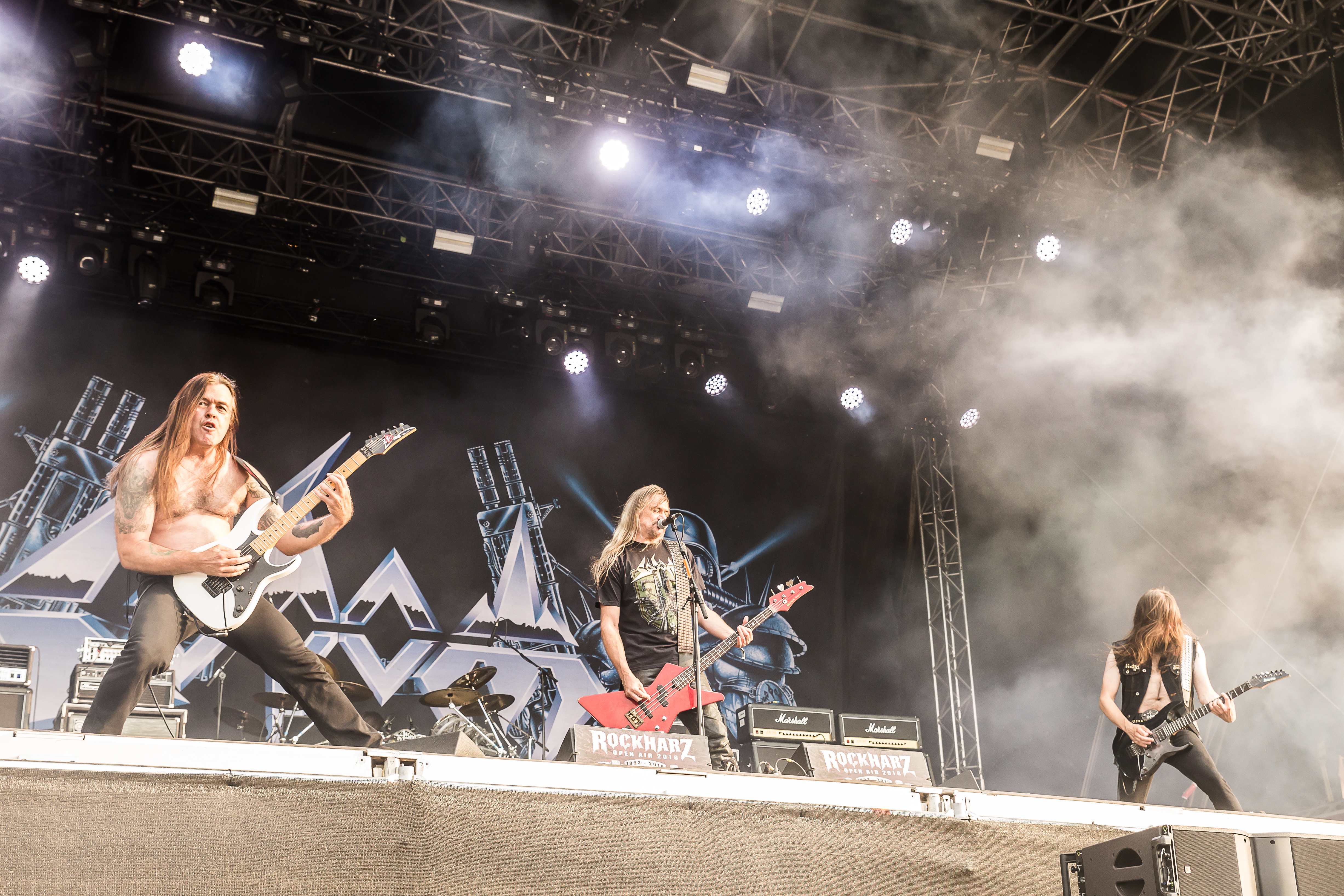
I Sodom al Rockharz Open Air 2018

L'aspetto peculiare dei Sodom è sempre stato il riuscire a proporre musica e liriche dirette e senza fronzoli.
Nelle copertine dei loro album temi molto ricorrenti sono quelli riferiti a guerra, omicidi di massa, distruzione e annientamento. In effetti tutti questi abomini sono ampiamente presenti anche nei loro testi, ma questi temi vengono affrontati affermando quanto siano inutili ed insensati.
Si può affermare che i Sodom facciano della pace la loro bandiera, ma propongono all'ascoltatore la nuda e cruda spietatezza dell'uomo proiettato in una delle sue pazzie più aberranti: la guerra, lo sterminio, la morte.
Uno dei loro album più famosi e di successo si intitola Agent Orange, come un erbicida a base di diossina utilizzato dall'esercito statunitense nella guerra del Vietnam per distruggere le foreste che offrivano riparo ai vietnamiti.
Successivamente si scoprì che questo agente procurava cancro e disturbi fisico-mentali sia alle popolazioni esposte che ai reduci di guerra e ai loro discendenti.
Ebbene, in una canzone di quest'album, Ausgebombt, il ritornello cita: "No trade with death / No trade with arms / Dispense the war / Learn from the past" ("nessun commercio con la morte / nessun commercio con le armi / esonera la guerra / impara dal passato").
Nella canzone Bombenhagel (grandinata di bombe) si parla delle insensate azioni dei tedeschi in guerra; ma anche le sofferenze dei fanti della Wehrmacht sul fronte orientale vengono ricordate in Stalinorgel.
Inoltre lo stesso album Agent Orange è dedicato a tutte le persone, soldati e civili morti nelle insensate azioni di guerra in tutto il mondo.
I Sodom durante la loro lunga carriera non hanno mai abbandonato la loro vena di mordace ironia, attribuibile di nuovo in massima parte a Tom Angelripper.
Questa si è incarnata in bizzarre cover di Udo Jürgens, famoso cantante pop austriaco, o in un pezzo che rievoca il tentativo di "conversione" del musicista da parte di una volenterosa coppia di Testimoni di Geova (Wachturm su Tapping the Vein del 1992).
Tom ha anche pubblicato album solisti con l'appellativo di ONKEL TOM in cui interpreta in versione thrash metal canzoni da birreria tedesche e addirittura carole natalizie.
Da ricordare anche il suo ruolo nei primi due album della band Dezperadoz, incentrata sull'iconografia tipica degli spaghetti western, molto famosi in Germania.

## Mascotte
Anche se non famoso come Eddie o Vic Rattlehead anche i Sodom, come molti altri loro "colleghi" del mondo del metal hanno un personaggio che ricorre nelle copertine dei loro album, sulle magliette e su altri artwork a loro correlati. Questi è "Knarrenheinz", originariamente un soldato avvolto in una tuta NBC, completa di elmetto e maschera antigas, del tipo usato dalle truppe NATO in Europa sul finire della guerra fredda.
Il fante, inizialmente dotato di un fucile d'assalto M16 venne via via a perdere molte delle sue connotazioni "realistiche" per assumerne altre più propriamente fantascientifiche o horror. L'album In War and Pieces presenta il pezzo Knarrenheinz(cantato in tedesco) che narra la genesi di questo personaggio. Egli è un non morto alimentato da forze nucleari,  disprezza l'umanità ed è coinvolto in una guerra eterna.

## Formazione

### Formazione attuale
- Tom Angelripper (Thomas Such) - voce, basso (1981-presente)
- Frank Blackfire (Frank Gosdzik) - chitarra (1987-1989, 2018-presente)
- Yorck Segatz - chitarra (2018-presente)
- Toni Merkel - batteria (2020-presente)

### Ex componenti

#### Chitarristi
- Aggressor (Frank Terstegen) - (1982-1984)
- Destructor (Michael Wulf) - (1985-1986; deceduto in un incidente in moto il 21 luglio 1993)
- Michael Hoffman - (1990)
- Andy Brings - (1991-1995)
- Strahli (Dirk Strahlmeier) - (1995-1996; deceduto per overdose il 13 gennaio 2011)
- Bernemann (Bernd Kost) - (1996–2018)

#### Batteristi
- Bloody Monster (Rainer Focke) - (1981)
- Chris Witchhunter (Christian Dudeck) - (1981-1992; deceduto per insufficienza epatica il 7 settembre 2008)
- Atomic Steif (Guido Richter) - (1992-1996)
- Bobby (Konrad Schottkowski) - (1997-2010)
- Makka (Markus Freiwald) - (2010–2018)
- Husky (Stefan Hüskens) - (2018-2020)

## Discografia

### Album in studio
- 1986 - Obsessed by Cruelty
- 1988 - Persecution Mania
- 1989 - Agent Orange
- 1990 - Better Off Dead
- 1992 - Tapping the Vein
- 1994 - Get What You Deserve
- 1995 - Masquerade in Blood
- 1997 - 'Til Death Do Us Unite
- 1999 - Code Red
- 2001 - M-16
- 2006 - Sodom
- 2007 - The Final Sign of Evil
- 2010 - In War and Pieces
- 2013 - Epitome of Torture
- 2016 - Decision Day
- 2020 - Genesis XIX
- 2025 - The Arsonist

### Album dal vivo
- 1988 - Mortal Way of Life
- 1994 - Marooned Live
- 2003 - One Night in Bangkok

### Raccolte
- 1990 - Agent Orange Box
- 1991 - Sodomania
- 1996 - Ten Black Years
- 2022 - 40 Years at War - The Greatest Hell of Sodom

### EP
- 1984 - In the Sign of Evil
- 1987 - Expurse of Sodomy
- 1989 - Ausgebombt
- 1991 - The Saw Is the Law
- 1993 - Aber Bitte Mit Sahne
- 2014 - Sacred Warpath
- 2018 - Partisan
- 2019 - Out of the front line trench
- 2021 - Bombenhagel
- 2023 - 1982

### Demo
- 1982 - Witching Metal
- 1984 - Victims of Death

## Videografia

### DVD/VHS
- 1988 - Mortal Way of Life
- 1994 - Live in der Zeche Carl
- 2005 - Lords of depravity Pt. 1